# Gubernatorzy Bermudów

Flaga gubernatora Bermudów

Gubernator Bermudów reprezentuje brytyjską monarchię. Gubernator jest mianowany przez monarchę na wniosek brytyjskiego rządu. Główna rolą gubernatora jest wyznaczenie premiera Bermudów i 11 członków Senatu (izby wyższej parlamentu wysp).
Gubernator posiada także własną flagę, przedstawiającą flagę Zjednoczonego Królestwa z herbem Bermudów pośrodku.
Jako że Bermudy były jedną z pierwszych kolonii brytyjskich, pierwszy gubernator został wyznaczony już w 1612. Od tego czasu zazwyczaj gubernatorami zostawali zasłużeni kapitanowie królewskiej marynarki już po przejściu na emeryturę.

## Lista gubernatorów Bermudów
- 1612–1616: Richard Moore
- 1616–1619: Daniel Tucker
- 1619–1622: Nathaniel Butler
- 1622–1623: John Bernard
- 1623–1626: Henry Woodhouse
- 1626–1629: Philip Bell
- 1629–1637: Roger Wood
- 1637–1641: Thomas Chaddock
- 1641–1642: William Sayer
- 1642–1643: Josias Forster
- 1643–1644: William Sayer
- 1644–1645: triumwirat: William Sayer
- 1645–1645: Josias Forster
- 1645–1647: triumwirat
- 1647–1649: Thomas Turner
- 1649–1650: John Trimingham (wybrany przez ludność)
- 1650–1659: Josias Forster
- 1659–1663: William Sayer
- 1663–1668: F. Seymour
- 1668–1669: S. Whalley
- 1669–1681: John Heydon
- 1681–1683: F. Seymour
- 1683–1687: Richard Coney
- 1687–1690: Richard Robinson
- 1691–1693: Isaac Richier
- 1693–1698: John Goddard
- 1698–1700: Samuel Day
- 1701–1713: Benjamin Bennett
- 1713–1718: Henry Pulleine
- 1718–1722: Benjamin Bennett
- 1722–1727: John Hope
- 1727–1728: John Trimingham
- 1728–1737: John Pitt
- 1737–1738: Andrew Auchinleck
- 1738–1744: Alured Popple
- 1744–1747: Francis Jones
- 1747–1751: William Popple
- 1751–1755: Francis Jones
- 1755–1763: William Popple
- 1763–1764: Francis Jones
- 1764–1780: George James Bruere
- 1780–1780: Thomas Jones
- 1780–1781: George James Bruere
- 1872–1788: William Browne
- 1788–1794: Henry Hamilton
- 1794–1796: James Crawford
- 1796–1796: Henry Tucker
- 1796–1796: William Campbell
- 1796–1798: Henry Tucker
- 1798–1803: George Beckwith
- 1803–1805: Henry Tucker
- 1805–1806: Francis Gore
- 1806–1806: Henry Tucker
- 1806–1810: John Hodgson
- 1810–1811: Samuel Trott
- 1811–1812: James Cockburn
- 1812–1812: William Smith
- 1812–1816: George Horsford
- 1814–1816: James Cockburn
- 1816–1817: William Smith
- 1817–1819: James Cockburn
- 1819–1819: William Smith
- 1819–1822: William Lumley
- 1822–1823: William Smith
- 1823–1825: William Lumley
- 1825–1826: William Smith
- 1826–1829: H. Turner
- 1829–1829: Robert Kennedy
- 1829–1830 : H. Turner
- 1830–1830: Robert Kennedy
- 1830–1832: H. Turner
- 1832–1835: R.S. Chapman
- 1835–1835: Henry G. Hunt
- 1835–1836: Robert Kennedy
- 1836–1839: R.S. Chapman
- 1839–1846: William Reid
- 1846–1846: W.N. Hutchinson
- 1846–1852: Charles Elliott
- 1852–1853: W. Hassell Eden
- 1853–1853: George Philpots
- 1853–1853: Soulden Oakley
- 1853–1853: Thomas C. Robe
- 1853–1853: Soulden Oakley
- 1853–1854: Charles Elliott
- 1854–1854: Montgomery Williams
- 1854–1859: Freeman Murray
- 1859–1859: AT. Heniphill
- 1859–1860: William Munroe
- 1860–1861: Freeman Murray
- 1861–1864: George Ord
- 1864–1864: William Munroe
- 1864–1865: W.H. Hamley
- 1865–1866: George Ord
- 1866–1867: W.H. Hamley
- 1867–1867: Arnold Thompson
- 1867–1870: F.E. Chapman
- 1870–1870: W.F. Brett
- 1871–1877: John Henry Lefroy
- 1877–1882: Thomas L.J. Gaiwey
- 1888–1891: Edward Newdegate
- 1892–1896: C. Lyons
- 1896–1901: Digby Barker
- 1902–1904: Henry LeGuay Geary
- 1904–1907: Robert M. Steward
- 1907–1908: Josceline H. Wodehouse
- 1908–1912: Frederick Walter Kitchener
- 1912–1917: George M. Bullock
- 1917–1922: James Willlcocks
- 1922–1927: J.J. Asser
- 1927–1931: Louis Jean Bols
- 1931–1936: Thomas Astley-Cuhhitt
- 1936–1939: Reginald Heldyard
- 1939–1941: Denis John Charles Kirwas Bernard
- 1941–1943: Edward George William Tyrwhitt Knollys
- 1943–1945: Lord Burghley
- 1946–1949: Ralph Leatham
- 1949–1955: Alexander Hood
- 1955–1959: John Woodall
- 1959–1964: Julian Gascoigne
- 1964–1972: Roland Robinson
- 1972–1973: Richard Sharples (zamordowany w zamachu przez działacza Czarnej Siły)
- 1973–1977: Edwin Leather
- 1977–1980: Peter Ramsbotham
- 1980–1983: Richard Posnett
- 1983–1988: John Morrison, 2. wicehrabia Dunrossil
- 1988–1992: Desmond Langley
- 1992–1997: David Waddington, baron Waddington
- 1997–2002: Thorold Masefield
- 2002–2007: John Vereker
- 2007–2012: Richard Gozney
- 2012: David Arkley (p.o.)
- 2012–2016: George Fergusson
- 2016: Ginny Ferson (p.o.)
- 2016–2020: John Rankin
- od 2020: Rena Lalgie